# Ettore Nini
Ettore Nini (Siena, 7 dicembre 1598 – 31 luglio 1642) è stato uno scrittore e traduttore italiano autore di un'importante traduzione delle tragedie di Seneca.
Questa traduzione contribuì alla diffusione della conoscenza in Italia del Seneca tragico e fu ristampata nel 1822 e nel 1845.

## Biografia
Ettore Nini nacque a Siena il 7 dicembre 1598 da una famiglia aristocratica. Era figlio di Francesco Nini, e di Ricciarda Pannocchieschi dei Conti d'Elci.
Compiuti i primi studi letterari e storici con il filologo senese Celso Cittadini, si iscrisse alla facoltà di giurisprudenza dell'Università di Siena, dove seguì i corsi di Fabio Chigi, futuro papa Alessandro VII, e il 23 maggio 1626 si laureò in utroque. Il 17 dicembre dello stesso anno fu ascritto all'Accademia dei filomati, con il nome di Impaniato. Nini frequentò la cerchia di intellettuali di formazione umanistica che si riuniva intorno a Fabio Chigi, della quale facevano parte anche Volumnio Bandinelli, Virgilio Malvezzi e Agnolo Cardi. Il suo nome figura anche nell'Accademia degli Umoristi di Roma.
Aveva solo 22 anni quando terminò la sua traduzione in versi delle Tragedie di Seneca. La traduzione fu portata a termine nell'arco di tre anni, come confessa egli stesso nella dedicatoria ai lettori premessa alle Tragedie. Il desiderio di tradurre le dieci tragedie nacque nel Nini, come lui stesso ci informa, dalla convinzione della superiorità di Seneca sugli altri autori tragici per gli intrecci, la gravità delle sentenze, la nobiltà dello stile: “ . . . tanto è maggiore la lode del nostro Seneca di quello de gli Epici compositori, quanto esso con la grandezza della sua fama, ha fatto minore il nome degli altri tragici poeti . . . ”.
La traduzione del Nini era stata preceduta da quella di Ludovico Dolce del 1560, ma fu enormemente più influente e fu particolarmente apprezzata da Vittorio Alfieri.
Il Cardinale Francesco Cennini volle Ettore presso di sé, e lo nominò suo segretario ad Principes. Lo volle con sé anche quando fu nominato vescovo di Faenza e legato di Ferrara. In quell'occasione Ettore prese l'abito ecclesiastico e fu ascritto all'Accademia dei Filoponi di Faenza. Fabio Chigi, suo antico maestro, gli fu sempre amico. Aveva già dimostrato quanto apprezzava il Nini nell'ode che aveva scritto in prefazione alla traduzione delle Tragedie, indirizzata al Mecenate del traduttore, il Conte Orso d'Elci.
Nel 1642 Ettore lasciò il cardinal Cennini, che stanco dall'età e dagli affari cercava di rinunciare al Vescovato di Faenza. Tornato in patria, dopo pochi giorni cadde malato, e mori il 31 luglio dello stesso anno.
Oltre alla traduzione delle tragedie senecane, Nini lasciò un Trattato delle Famiglie nobili, conservato manoscritto nell'archivio delle Riformagioni di Siena.

## Opere
- Le tragedie di Seneca trasportate in verso sciolto dal sig. Hettore Nini Accademico Filomato, 1ª ed., Venezia, appresso Marco Ginami, 1622.
- Tragedie di Seneca volgarizzate da Ettore Nini, vol. 1, 2ª ed., Pisa, presso Niccolò Capurro, 1822.
- Tragedie di Seneca volgarizzate da Ettore Nini, vol. 2, 2ª ed., Pisa, presso Niccolò Capurro, 1822.
- Le tragedie di Anneo Seneca tradotte da Ettore Nini con note, 3ª ed., Venezia, Giuseppe Antonelli, 1845.